# Abbas Combe
Abbas Combe – wieś w Anglii, w hrabstwie Somerset. Abbas Combe jest wspomniane w Domesday Book (1086) jako Cumbe.
Wraz z sąsiednim Templecombe należy do civil parish Abbas and Templecombe.